# Polo Morín
Leopoldo Morín Garza (Celaya, Guanajuato, México, 3 de noviembre de 1990), conocido como Polo Morín, es un actor mexicano.

## Carrera
A los dieciséis años viajó a la Ciudad de México por cuestiones de estudio; comenzó a grabar comerciales y modelar para diversos catálogos de ropa y zapatos. Tomó cursos de teatro en Casa Azul.
En televisión trabajó en algunos capítulos de La rosa de Guadalupe con los que ganó un Premio Bravo, y también ha participado en Como dice el dicho.
Posteriormente interpretó a Nicolás «Nico» Montes en la serie juvenil Último año, producida por MTV Latinoamérica y Argos para MTV Networks Latinoamérica y Cadena Tres.
Después interpretó a Eric López-Haro en la serie Gossip Girl Acapulco (GGA) de Televisa, papel que el actor asegura fue un gran reto artístico.
También tuvo un papel en la película inglesa Deceptive, donde interpretaba al amante de la protagonista.
En diciembre de 2013, colaboró en la obra de teatro Suicidios.
En 2014, realiza el papel de Fernando Lascurain Diez en la telenovela Mi corazón es tuyo, producida por Juan Osorio para Televisa.

## Vida personal
En diciembre de 2016, Morín estuvo involucrado en un escándalo rodeando sus preferencias sexuales luego de que un hacker publicara fotografías comprometedoras en Facebook del actor con otro hombre. La persona con la que Morín se encontraba en dichas fotografías fue identificado como el también actor Lambda García.
Polo Morín también aclaró por qué no había hablado de su sexualidad anteriormente a lo que dijo:

Jamás se ha tratado esto de esconderles cosas. Simplemente hay partes de mi vida personal que yo creo que como se llama vida personal debería de mantenerse personal. Entonces yo lo quise mantener así.

## Filmografía

### Televisión
| Año       | Proyecto                                      | Personaje                                     |
| --------- | --------------------------------------------- | --------------------------------------------- |
| 2024      | Top Chef VIP                                  | Participante                                  |
| 2024      | Mujeres asesinas                              | Eduardo                                       |
| 2023      | Bake Off Celebrity, el gran pastelero: México | Participante                                  |
| 2022      | Donde hubo fuego                              | Julián                                        |
| 2021-2022 | ¿Quién mató a Sara?                           | José María «Chema» Lazcano (joven)            |
| 2020      | Coyote Hills                                  | Mateo Miranda                                 |
| 2019      | La reina soy yo                               | Erick Cruz / Carlos Cruz, Charly Flow (joven) |
| 2018      | Sin miedo a la verdad                         | Javier                                        |
| 2018      | Tenías que ser tú                             | Bruno Fernández Moscona                       |
| 2017      | El bienamado                                  | Jordi de Ovando                               |
| 2016      | Sueño de amor                                 | Pedro Carmona Guerrero                        |
| 2014-2015 | Mi corazón es tuyo                            | Fernando "Nando" Lascuráin Diez               |
| 2013      | Gossip Girl Acapulco                          | Eric López-Haro                               |
| 2013      | Como dice el dicho                            | Mauricio                                      |
| 2012      | Ultimo año                                    | Nicolás "Nico" Montes                         |
| 2012      | Por ella soy Eva                              | Exnovio de Jennifer                           |
| 2010-2011 | La rosa de Guadalupe                          | Fabián / Osvaldo                              |

### Cine
| Año  | Película          | Personaje   |
| ---- | ----------------- | ----------- |
| 2020 | Escuela de Miedo  | Danny (voz) |
| 2017 | Sobre tus huellas | Matías      |
| 2014 | Fragmented        | Camarero    |

### Teatro
| Año  | Obra               |
| ---- | ------------------ |
| 2015 | Mi corazón es tuyo |
| 2013 | Suicidios          |

## Premios y reconocimientos

### Premios Bravo
| Año  | Categoría | Telenovela           | Resultado |
| ---- | --------- | -------------------- | --------- |
| 2012 | Actuación | La rosa de Guadalupe | Ganador   |

### Premios Kids' Choice Awards
| Año  | Categoría            | Nominado           | Resultado |
| ---- | -------------------- | ------------------ | --------- |
| 2015 | Mejor actor favorito | Mi corazón es tuyo | Ganador   |
| 2018 | Mejor actor favorito | Tenías que ser tú  | Nominado  |

### Premios TV y Novelas
| Año  | Categoría           | Telenovela    | Resultado |
| ---- | ------------------- | ------------- | --------- |
| 2017 | Mejor actor juvenil | Sueño de amor | Ganador   |